# 閉角石
閉角石（學名：Phragmoceras）是一屬已滅絕的鸚鵡螺類。為閉角石科的模式屬。生存在晚志留紀的海洋中。牠們的化石分布於北美、歐洲等地。

## 物種[1]
- Phragmoceras munthei Hedström, 1917